# There and Back (film 1918)
There and Back è un cortometraggio muto del 1918 sceneggiato e diretto da Harry Wulze.

## Produzione
Il film fu prodotto dalla Nestor Film Company.

## Distribuzione
Distribuito dall'Universal Film Manufacturing Company, il film - un cortometraggio di una bobina - uscì nelle sale cinematografiche statunitensi il 2 dicembre 1918.